# Miguel Loaiza
Miguel Oswaldo Loaiza Tardio (Santa Cruz de la Sierra, 13 de enero de 1983) es un exfutbolista y entrenador boliviano. Como jugador se desempeñó como centrocampista y su último equipo fue Royal Pari.

## Trayectoria
Se formó como futbolista en la Academia Tahuichi Aguilera, al igual que otros importantes jugadores del fútbol Boliviano, como Marco Antonio Etcheverry, Erwin Sánchez y Juan Manuel Peña entre otros.
Su primer club como profesional fue el Bolívar en el 2001, club en el que no debutó profesionalmente. El año 2002 es fichado por Real Potosí, debutó oficialmente como profesional el 5 de enero del 2002, en un partido de Copa Libertadores de América contra San Lorenzo. Luego de 5 años ficha por Universitario de Sucre en 2007, a mediados de mismo año vuelve a Real Potosí. En la Copa Libertadores 2008, convirtió el único gol en la victoria 1-0 a San Lorenzo y también en la goleada 5-1 al Cruzeiro, marcó 2 goles en el torneo continental.
El año 2011 luego de sus buenas actuaciones es fichado por San José, en dónde tendría el mejor momento de su carrera, también obtuvo 2 subcampeonatos nacionales.
En la temporada 2012 es fichado por Blooming. Retorna a San José en la temporada 2014, jugaría también la Copa Libertadores 2015 debutando en la victoria 2:0 sobre River Plate.
Vuelve a Real Potosí a mediados del 2015, club que pasaba serios problemas económicos e institucionales. Jugó la Copa Sudamericana 2015, donde marcó un gol ante Juventud. Luego de varios problemas a la siguiente temporada se marcha al Royal Pari, club que participaba en la Segunda División de Bolivia, y en el que se retiró como futbolista profesional.

## Clubes

### Como jugador
| Club                   | País    | Año       |
| ---------------------- | ------- | --------- |
| Bolívar                | Bolivia | 2001      |
| Real Potosí            | Bolivia | 2002-2006 |
| Universitario de Sucre | Bolivia | 2007      |
| Real Potosí            | Bolivia | 2007-2011 |
| San José               | Bolivia | 2011-2012 |
| Blooming               | Bolivia | 2012-2014 |
| San José               | Bolivia | 2014-2015 |
| Real Potosí            | Bolivia | 2015      |
| Royal Pari             | Bolivia | 2016      |

### Como entrenador
| Club         | País    | Año  |
| ------------ | ------- | ---- |
| Torre Fuerte | Bolivia | 2017 |

## Palmarés

### Como entrenador
Títulos nacionales
| Título          | Club         | País    | Año     |
| --------------- | ------------ | ------- | ------- |
| Primera B - ACF | Torre Fuerte | Bolivia | 2016/17 |